# Bartłomiej Krzan
Bartłomiej Jerzy Krzan – polski prawnik specjalizujący się w prawie międzynarodowym i europejskim, doktor habilitowany nauk prawnych, nauczyciel akademicki Uniwersytetu Wrocławskiego, specjalności naukowe: prawo międzynarodowe, prawo europejskie.

## Życiorys
Ukończył studia na Wydziale Prawa, Administracji i Ekonomii (2004) oraz w Instytucie Studiów Międzynarodowych Uniwersytetu Wrocławskiego (2005). W 2008 na podstawie napisanej pod kierunkiem Jana Kolasy rozprawy pt. Kompetencje Rady Bezpieczeństwa ONZ w międzynarodowym sądownictwie karnym otrzymał na UWr stopień naukowy doktora nauk prawnych w zakresie prawa, specjalność: prawo międzynarodowe. Dysertacja została wyróżniona w XLIV Ogólnopolskim Konkursie „Państwa i Prawa” na najlepsze prace habilitacyjne i doktorskie. Tam też na podstawie dorobku naukowego oraz rozprawy pt. Odpowiedzialność państwa członkowskiego z tytułu działalności organizacji międzynarodowych uzyskał w 2014 stopień doktora habilitowanego nauk prawnych w zakresie prawa, specjalność: prawo międzynarodowe i europejskie. Został profesorem nadzwyczajnym w Katedrze Prawa Międzynarodowego i Europejskiego Wydziału Prawa, Administracji i Ekonomii Uniwersytetu Wrocławskiego, kierował także szkołą prawa austriackiego na tej uczelni.
Odbył staże naukowe na Uniwersytecie Cambridge, Uniwersytecie Karola w Pradze, Uniwersytecie Lwowskim i Uniwersytecie Ruhry w Bochum. Był profesorem wizytującym Uniwersytetu w Ratyzbonie i wykładowcą w Szkole Prawa Polskiego na Uniwersytecie Humboldtów w Berlinie. Autor ponad 30 publikacji naukowych dotyczących m.in. odpowiedzialności w prawie międzynarodowym, międzynarodowego prawa karnego i zewnętrznych relacji Unii Europejskiej, w tym artykułów w „Polish Yearbook of International Law”. Został członkiem Niemiecko-Polskiego Stowarzyszenia Prawników oraz arbitrem sądu polubownego przy Prokuratorii Generalnej RP.
Wybrano go na członka Komitetu Nauk Prawnych Polskiej Akademii Nauk kadencji 2020–2023.